# Mistrovství světa v ledním hokeji do 18 let 2009
Mistrovství světa v ledním hokeji do 18 let 2009 se konalo od 9. do 19. dubna v amerických městech Fargo a Moorhead.

## Hrací formát turnaje
Ve dvou základních skupinách hrálo vždy pět týmů každý s každým. Vítězství se počítalo za tři body, v případě nerozhodného výsledku si oba týmy připsaly bod a bude následovalo 5 min. prodloužení a samostatné nájezdy. Tato kritéria rozhodla o držiteli bonusového bodu.
Vítězové základních skupin postupovali přímo do semifinále, druhý a třetí tým ze skupiny odehrály čtvrtfinálový zápas. Čtvrté a páté týmy z obou skupin se utkaly ve skupině o udržení, ve které se započítávaly vzájemné zápasy ze základních skupin a dva nejhorší týmy sestoupily. V zápase o páté a třetí místo se střetli poražení z play-off.
V play-off se v případě nerozhodného výsledku prodlužovalo deset minut a následovala trestná střílení.

## Základní skupiny

### Skupina A
|    | Tým       | Z | V | VP | PP | P | VG | IG | B  |
| -- | --------- | - | - | -- | -- | - | -- | -- | -- |
| 1. | Kanada    | 4 | 3 | 1  | 0  | 0 | 27 | 8  | 11 |
| 2. | Švédsko   | 4 | 3 | 0  | 0  | 1 | 25 | 8  | 9  |
| 3. | Česko     | 4 | 1 | 0  | 1  | 2 | 12 | 17 | 4  |
| 4. | Německo   | 4 | 1 | 0  | 0  | 3 | 13 | 27 | 3  |
| 5. | Švýcarsko | 4 | 1 | 0  | 0  | 3 | 11 | 28 | 3  |

Zápasy
| 9. dubna 2009 | Česko | 0 - 7           | Švédsko | Moorhead Sports Center |
| 16:00 SEČ     | Česko | (0:3, 0:3, 0:1) | Švédsko |                        |

| Souhrn zápasu Report | Souhrn zápasu Report | Souhrn zápasu Report | Souhrn zápasu Report                                                                  | Souhrn zápasu Report                             |
| -------------------- | -------------------- | -------------------- | ------------------------------------------------------------------------------------- | ------------------------------------------------ |
|                      |                      |                      | 10. Jarnkrok, 13. Josefson, 20., 32. Paajarvi, 22. Erixon, 40. Styrman, 48. Klingberg | Diváků: 136 Rozhodčí: Luthcke (NOR), Smith (USA) |

| 9. dubna 2009 | Německo | 2 - 11          | Kanada | Urban Plains Center |
| 16:30 SEČ     | Německo | (1:1, 0:7, 1:3) | Kanada |                     |

| Souhrn zápasu Report | Souhrn zápasu Report    | Souhrn zápasu Report | Souhrn zápasu Report                                                                                         | Souhrn zápasu Report |
| -------------------- | ----------------------- | -------------------- | --- | -------------------- |
|                      | 14. Plachta, 32. Ohmann |                      | 10., 23., 40. Froese, 22. Mcfarland, 27., 35. Werek, 32. Ferraro, 36., 50. Eakin, 46. Connolly, 55. Hamilton |                      |

| 10. dubna 2009 | Švýcarsko | 2 - 6           | Česko | Moorhead Sports Center |
| 2:30 SEČ       | Švýcarsko | (0:1, 2:4, 0:1) | Česko |                        |

| Souhrn zápasu Report | Souhrn zápasu Report   | Souhrn zápasu Report | Souhrn zápasu Report | Souhrn zápasu Report                              |
| -------------------- | ---------------------- | -------------------- | --- | ------------------------------------------------- |
|                      | 24. Haas, 28. Scherwey |                      | 6. Honejsek (Culek), 27. Jeřábek (Hlinka), 36. Polášek (Hlinka), 38. Rachůnek, 39. Heřman (Růžička), 43. R. Horák (Jeřábek) | Diváků: 623 Rozhodčí: Kaval (USA), Rantala (Fin.) |

| 11. dubna 2009 | Švédsko | 5 - 4             | Německo | Moorhead Sports Center |
| 23:00 SEČ      | Švédsko | (2:1 , 2:1 , 1:2) | Německo |                        |

| Souhrn zápasu Report | Souhrn zápasu Report                                             | Souhrn zápasu Report | Souhrn zápasu Report                                     | Souhrn zápasu Report |
| -------------------- | ---------------------------------------------------------------- | -------------------- | -------------------------------------------------------- | -------------------- |
|                      | 9. Jarnkrok, 20. Lander, 22. Cehlin, 30. Landeskog, 45. Paajarvi |                      | 5. El-Sayed, 27. Kuhnhackl, 48. Steinhauer, 51. El-Sayed |                      |

| 11. dubna 2009 | Kanada | 8 - 1             | Švýcarsko | Urban Plains Center |
| 23:00 SEČ      | Kanada | (2:1 , 3:0 , 3:0) | Švýcarsko |                     |

| Souhrn zápasu Report | Souhrn zápasu Report                                                             | Souhrn zápasu Report | Souhrn zápasu Report | Souhrn zápasu Report |
| -------------------- | -------------------------------------------------------------------------------- | -------------------- | -------------------- | -------------------- |
|                      | 30., 40. a 47. Hishon, 11. a 14. Werek, 28. OúReilly, 57. McFarland, 60. Kassian |                      | 20. Niederreiter     |                      |

| 12. dubna 2009 | Německo | 4 - 3           | Česko | Moorhead Sports Center |
| 00:00 SEČ      | Německo | (2:0, 1:1, 1:2) | Česko |                        |

| Souhrn zápasu Report | Souhrn zápasu Report                                | Souhrn zápasu Report | Souhrn zápasu Report                                                                        | Souhrn zápasu Report                                  |
| -------------------- | --------------------------------------------------- | -------------------- | ------------------------------------------------------------------------------------------- | ----------------------------------------------------- |
|                      | 1. Ohmann , 11. El-Sayed , 28. Rieder , 41. Plachta |                      | 31. Soudek (Polášek, R. Horák), 44. Nestrašil (Honejsek, Rachůnek), 57. Honejsek (Rachůnek) | Diváků: 156 Rozhodčí: Burchell (Kan.), Ravodin (Rus.) |

| 13. dubna 2009 | Švédsko | 11 - 0          | Švýcarsko | Moorhead Sports Center |
| 23:00 SEČ      | Švédsko | (3:0, 5:0, 3:0) | Švýcarsko |                        |

| Souhrn zápasu Report | Souhrn zápasu Report | Souhrn zápasu Report | Souhrn zápasu Report | Souhrn zápasu Report |
| -------------------- | --- | -------------------- | -------------------- | -------------------- |
|                      | 6. a 25. Svensson Pääjärvi, 17. a 59. Ekman Larsson, 18. Cehlin, 30. Erixon, 31. Josefson, 32. Andersson, 33. Klingberg, 51. Wallen, 55. Landeskog |                      |                      |                      |

| 13. dubna 2009 | Česko | 3 - 4 P              | Kanada | Urban Plains Center |
| 23:00 SEČ      | Česko | (1:0, 2:0, 0:3, 0:1) | Kanada |                     |

| Souhrn zápasu Report | Souhrn zápasu Report                                                          | Souhrn zápasu Report | Souhrn zápasu Report                                      | Souhrn zápasu Report                                  |
| -------------------- | ----------------------------------------------------------------------------- | -------------------- | --------------------------------------------------------- | ----------------------------------------------------- |
|                      | 16. Honejsek (Poletín), 33. Poletín (Honejsek, Soudek), 37. R. Horák (Krejčí) |                      | 32. Mcfarland, 33. O´Reilly, 36. Gudbranson, 62. Connolly | Diváků: 1307 Rozhodčí: Rantala (Fin.), Ravodin (Rus.) |

| 14. dubna 2009 | Švýcarsko | 8 - 3           | Německo | Moorhead Sports Center |
| 23:00 SEČ      | Švýcarsko | (1:0, 4:2, 3:1) | Německo |                        |

| Souhrn zápasu Report | Souhrn zápasu Report                                                                                          | Souhrn zápasu Report | Souhrn zápasu Report                   | Souhrn zápasu Report |
| -------------------- | --- | -------------------- | -------------------------------------- | -------------------- |
|                      | 16. Niederreiter, 23. Rossi, 24. Bartschi, 38. Niederreiter, 39. Schappi, 45. Mettler, 46. Trutmann, 55. Haas |                      | 25. Bogner, 33. Steinhauer, 54. Ohmann |                      |

| 14. dubna 2009 | Kanada | 4 - 2           | Švédsko | Urban Plains Center |
| 23:00 SEČ      | Kanada | (2:0, 1:2, 1:0) | Švédsko |                     |

| Souhrn zápasu Report | Souhrn zápasu Report                             | Souhrn zápasu Report | Souhrn zápasu Report      | Souhrn zápasu Report |
| -------------------- | ------------------------------------------------ | -------------------- | ------------------------- | -------------------- |
|                      | 17. Froese, 18. Hishon, 25. Hishon, 60. Connolly |                      | 24. Landeskog, 32. Erixon |                      |

### Skupina B
|    | Tým       | Z | V | VP | PP | P | VG | IG | B |
| -- | --------- | - | - | -- | -- | - | -- | -- | - |
| 1. | Finsko    | 4 | 3 | 0  | 0  | 1 | 27 | 9  | 9 |
| 2. | USA       | 4 | 3 | 0  | 0  | 1 | 29 | 9  | 9 |
| 3. | Rusko     | 4 | 3 | 0  | 0  | 1 | 25 | 15 | 9 |
| 4. | Slovensko | 4 | 1 | 0  | 0  | 3 | 7  | 28 | 3 |
| 5. | Norsko    | 4 | 0 | 0  | 0  | 4 | 4  | 31 | 0 |

Zápasy
| 10. dubna 2009 | Finsko | 7 - 4           | Rusko | Moorhead Sports Center |
| 2:30 SEČ       | Finsko | (2:2, 4:2, 1:0) | Rusko |                        |

| Souhrn zápasu Report | Souhrn zápasu Report                                                         | Souhrn zápasu Report | Souhrn zápasu Report                            | Souhrn zápasu Report |
| -------------------- | ---------------------------------------------------------------------------- | -------------------- | ----------------------------------------------- | -------------------- |
|                      | 20. a 22. Pulkkinen, 27. a 46. Rajala, 17. Haula, 24. Nättinen, 32. Aaltonen |                      | 16. a 33. Tarasenko, 9. Burmistrov, 28. Kabanov |                      |

| 10. dubna 2009 | Norsko | 0 - 8           | USA | Urban Plains Center |
| 3:00 SEČ       | Norsko | (0:2, 0:3, 0:3) | USA |                     |

| Souhrn zápasu Report | Souhrn zápasu Report | Souhrn zápasu Report | Souhrn zápasu Report                                                                | Souhrn zápasu Report |
| -------------------- | -------------------- | -------------------- | ----------------------------------------------------------------------------------- | -------------------- |
|                      |                      |                      | 39. a 48. Lynch, 9. Ryan, 13. Treais, 37. Nieto, 40. D'Amigo, 48. Zucker, 49. Morin |                      |

| 11. dubna 2009 | Slovensko | 5 - 2           | Norsko | Urban Plains Center |
| 2:30 SEČ       | Slovensko | (0:0, 3:0, 2:2) | Norsko |                     |

| Souhrn zápasu Report | Souhrn zápasu Report                                           | Souhrn zápasu Report | Souhrn zápasu Report   | Souhrn zápasu Report |
| -------------------- | -------------------------------------------------------------- | -------------------- | ---------------------- | -------------------- |
|                      | 23. Šišovský, 27. Hrivík, 36. Šťastný, 55. Vandas, 60. Bortňák |                      | 42. Olden, 48. Lindahl |                      |

| 12. dubna 2009 | Rusko | 7 - 2             | Slovensko | Moorhead Sports Center |
| 2:30 SEČ       | Rusko | (1:0 , 4:1 , 2:1) | Slovensko |                        |

| Souhrn zápasu Report | Souhrn zápasu Report                                                     | Souhrn zápasu Report | Souhrn zápasu Report    | Souhrn zápasu Report |
| -------------------- | ------------------------------------------------------------------------ | -------------------- | ----------------------- | -------------------- |
|                      | 7. a 56. Tarasenko, 22. a 34. Kycin, 21. Orlov, 27. Chvanov, 53. Kabanov |                      | 31. Kentoš, 42. Bobocký |                      |

| 12. dubna 2009 | USA | 4 - 3            | Finsko | Urban Plains Center |
| 2:30 SEČ       | USA | (2:0, 2:0 , 0:3) | Finsko |                     |

| Souhrn zápasu Report | Souhrn zápasu Report                         | Souhrn zápasu Report | Souhrn zápasu Report                   | Souhrn zápasu Report |
| -------------------- | -------------------------------------------- | -------------------- | -------------------------------------- | -------------------- |
|                      | 7. Bourque, 10. D´Amigo, 33. Lynch, 40. Bron |                      | 41. Granlund, 55. Pulkkinen, 57. Haula |                      |

| 13. dubna 2009 | Norsko | 1 - 8           | Rusko | Urban Plains Center |
| 00:00 SEČ      | Norsko | (0:4, 0:1, 1:3) | Rusko |                     |

| Souhrn zápasu Report | Souhrn zápasu Report | Souhrn zápasu Report | Souhrn zápasu Report                                                                          | Souhrn zápasu Report |
| -------------------- | -------------------- | -------------------- | --------------------------------------------------------------------------------------------- | -------------------- |
|                      | 58. Juell            |                      | 12. a 48. Kuzněcov, 24. a 50. Chvanov, 4. Zajcev, 9. Tarasenko, 10. Burmistrov, 58. Ankudinov |                      |

| 14. dubna 2009 | Finsko | 10 - 1          | Norsko | Moorhead Sports Center |
| 2:30 SEČ       | Finsko | (3:0, 6:1, 1:0) | Norsko |                        |

| Souhrn zápasu Report | Souhrn zápasu Report                                                                                    | Souhrn zápasu Report | Souhrn zápasu Report | Souhrn zápasu Report |
| -------------------- | --- | -------------------- | -------------------- | -------------------- |
|                      | 13., 17. a 58. Pulkkinen, 26., 31. a 39. Rajala, 20. Haula, 32. Aaltonen, 35. Granlund, 36. Karjalainen |                      | 35. Roste Fossen     |                      |

| 14. dubna 2009 | USA | 12 - 0          | Slovensko | Urban Plains Center |
| 2:30           | USA | (3:0, 4:0, 5:0) | Slovensko |                     |

| Souhrn zápasu Report | Souhrn zápasu Report | Souhrn zápasu Report | Souhrn zápasu Report | Souhrn zápasu Report |
| -------------------- | --- | -------------------- | -------------------- | -------------------- |
|                      | 13. a 15. Lynch, 30. a 47. Henrion, 38. a 44. Ryan, 17. Valek, 26. Nieto, 34. Mattson, 48. Brown, 49. Rempel, 58. Morin |                      |                      |                      |

| 15. dubna 2009 | Slovensko | 0 - 7            | Finsko | Moorhead Sports Center |
| 2:30 SEČ       | Slovensko | (0:3 , 0:2, 0:2) | Finsko |                        |

| Souhrn zápasu Report | Souhrn zápasu Report | Souhrn zápasu Report | Souhrn zápasu Report                                                                    | Souhrn zápasu Report |
| -------------------- | -------------------- | -------------------- | --------------------------------------------------------------------------------------- | -------------------- |
|                      |                      |                      | 1. a 43. Rajala, 7. Laaksonen, 14. Pulkkinen, 27. Mankinen, 30. Pakarinen, 50. Aaltonen |                      |

| 15. dubna 2009 | Rusko | 6 - 5           | USA | Urban Plains Center |
| 2:30 SEČ       | Rusko | (0:2, 3:1, 3:2) | USA |                     |

| Souhrn zápasu Report | Souhrn zápasu Report                                           | Souhrn zápasu Report | Souhrn zápasu Report                        | Souhrn zápasu Report |
| -------------------- | -------------------------------------------------------------- | -------------------- | ------------------------------------------- | -------------------- |
|                      | 27., 49. a 51. Tarasenko, 22. Kuzněcov, 31. Kabanov, 57. Kicyn |                      | 13. a 45. Wrenn, 35. a 59. Morin, 15. Brown |                      |

## Skupina o udržení
|     | Tým       | Z | V | VP | PP | P | VG | IG | B |
| --- | --------- | - | - | -- | -- | - | -- | -- | - |
| 7.  | Slovensko | 3 | 2 | 0  | 1  | 0 | 13 | 9  | 7 |
| 8.  | Švýcarsko | 3 | 2 | 0  | 0  | 1 | 17 | 10 | 6 |
| 9.  | Norsko    | 3 | 1 | 0  | 0  | 2 | 10 | 14 | 3 |
| 10. | Německo   | 3 | 0 | 1  | 0  | 2 | 10 | 17 | 2 |

Zápasy
Poznámka: Tyto zápasy ze započítávaly ze základní skupiny:
- 14. dubna 2009:  Švýcarsko 8–3  Německo
- 11. dubna 2009:  Slovensko 5–2  Norsko

| 17. dubna 2009 | Švýcarsko | 7 - 3           | Norsko | Moorhead Sports Center |
| 2:30 SEČ       | Švýcarsko | (3:1, 4:1, 0:1) | Norsko |                        |

| Souhrn zápasu Report | Souhrn zápasu Report                                                               | Souhrn zápasu Report | Souhrn zápasu Report              | Souhrn zápasu Report |
| -------------------- | ---------------------------------------------------------------------------------- | -------------------- | --------------------------------- | -------------------- |
|                      | 2., 40. Scherwey, 3. Schappi, 10. Berger, 28. Antonietti, 36. Mcgregor, 39. Maret, |                      | 12. Oppoyen, 22. Juell, 60. Olden |                      |

| 18. dubna 2009 | Slovensko | 4 - 5 SN                                  | Německo | Moorhead Sports Center |
| 2:30 SEČ       | Slovensko | ( 0 - 2 , 1 - 2 , 3 - 0 , 0 - 0 , 0 - 1 ) | Německo |                        |

| Souhrn zápasu Report | Souhrn zápasu Report                    | Souhrn zápasu Report | Souhrn zápasu Report                  | Souhrn zápasu Report |
| -------------------- | --------------------------------------- | -------------------- | ------------------------------------- | -------------------- |
|                      | 28., 48. Jurco, 51. Janosik, 56. Vandas |                      | 6., 9. Braun, 35. Plachta, 40. Hufner |                      |

| 18. dubna 2009 | Švýcarsko | 2 - 4                     | Slovensko | Moorhead Sports Center |
| 23:00 SEČ      | Švýcarsko | ( 0 - 0 , 2 - 2 , 0 - 2 ) | Slovensko |                        |

| Souhrn zápasu Report | Souhrn zápasu Report    | Souhrn zápasu Report | Souhrn zápasu Report                           | Souhrn zápasu Report |
| -------------------- | ----------------------- | -------------------- | ---------------------------------------------- | -------------------- |
|                      | 21. Schappi, 35. Walser |                      | 26. Majdan, 29. Stano, 42. Daniska, 60. Hrivik |                      |

| 19. dubna 2009 | Německo | 2 - 5                     | Norsko | Moorhead Sports Center |
| 2:30 SEČ       | Německo | ( 1 - 1 , 0 - 2 , 1 - 2 ) | Norsko |                        |

| Souhrn zápasu Report | Souhrn zápasu Report | Souhrn zápasu Report | Souhrn zápasu Report                                       | Souhrn zápasu Report |
| -------------------- | -------------------- | -------------------- | ---------------------------------------------------------- | -------------------- |
|                      | 7. Ohmann, 60. Waitl |                      | 6., 10. Oppoyen, 25. Fusdahl, 40. Rosseli Olsen, 55. Juell |                      |

## Play off

### Čtvrtfinále
| 16. dubna 2009 | Švédsko | 1 - 4           | Rusko | Urban Plains Center |
| 23:00 SEČ      | Švédsko | (1:0, 0:2, 0:2) | Rusko |                     |

| Souhrn zápasu Report | Souhrn zápasu Report | Souhrn zápasu Report | Souhrn zápasu Report                                  | Souhrn zápasu Report |
| -------------------- | -------------------- | -------------------- | ----------------------------------------------------- | -------------------- |
|                      | 17. Josefson         |                      | 26. Orlov, 40. Kabanov, 44. Burmistrov, 52. Kuznetsov |                      |

| 17. dubna 2009 | USA | 6 - 2           | Česko | Urban Plains Center |
| 2:30 SEČ       | USA | (2:1, 4:0, 0:1) | Česko |                     |

| Souhrn zápasu Report | Souhrn zápasu Report                                        | Souhrn zápasu Report | Souhrn zápasu Report    | Souhrn zápasu Report                                     |
| -------------------- | ----------------------------------------------------------- | -------------------- | ----------------------- | -------------------------------------------------------- |
|                      | 10., 14. Shore, 21. Nieto, 29. Ryan, 36. D Amigo, 39. Morin |                      | 15. Honejsek, 45. Palat | Diváků: 2049 Rozhodčí: Jablukow (Něm.), Stricker (Švýc.) |

### Semifinále
| 17. dubna 2009 | Finsko | 0 - 4                     | Rusko | Urban Plains Center |
| 23:00 SEČ      | Finsko | ( 0 - 0 , 0 - 2 , 0 - 2 ) | Rusko |                     |

| Souhrn zápasu Report | Souhrn zápasu Report | Souhrn zápasu Report | Souhrn zápasu Report                            | Souhrn zápasu Report |
| -------------------- | -------------------- | -------------------- | ----------------------------------------------- | -------------------- |
|                      |                      |                      | 28. Kitsyn, 29. a 60. Kuznetsov, 59. Burmistrov |                      |

| 18. dubna 2009 | Kanada | 1 - 2                     | USA | Urban Plains Center |
| 2:30 SEČ       | Kanada | ( 0 - 0 , 1 - 0 , 0 - 2 ) | USA |                     |

| Souhrn zápasu Report | Souhrn zápasu Report | Souhrn zápasu Report | Souhrn zápasu Report   | Souhrn zápasu Report |
| -------------------- | -------------------- | -------------------- | ---------------------- | -------------------- |
|                      | 39. Olsen            |                      | 50. Morin, 54. D Amigo |                      |

### O 5. místo
| 19. dubna 2009 | Švédsko | 4 - 2                     | Česko | Urban Plains Center |
| 2:30 SEČ       | Švédsko | ( 0 - 1 , 3 - 0 , 1 - 1 ) | Česko |                     |

| Souhrn zápasu Report | Souhrn zápasu Report                                         | Souhrn zápasu Report | Souhrn zápasu Report       | Souhrn zápasu Report |
| -------------------- | ------------------------------------------------------------ | -------------------- | -------------------------- | -------------------- |
|                      | 27. Svensson Paajarvi, 35. Lander, 39. Landeskog, 60. Wallen |                      | 17. Polasek, 56. Nestrasil |                      |

### O 3. místo
| 19. dubna 2009 | Kanada | 4 - 5 SN                   | Finsko | Urban Plains Center |
|                | Kanada | (3:1, 1:1, 0:2 - 0:0, 0:1) | Finsko |                     |

| Souhrn zápasu Report | Souhrn zápasu Report | Souhrn zápasu Report | Souhrn zápasu Report | Souhrn zápasu Report |
| -------------------- | -------------------- | -------------------- | -------------------- | -------------------- |
|                      |                      |                      |                      |                      |

### Finále
| 19. dubna 2009 | USA | 5 - 0           | Rusko | Urban Plains Center |
|                | USA | (2:0, 1:0, 2:0) | Rusko |                     |

| Souhrn zápasu Report | Souhrn zápasu Report | Souhrn zápasu Report | Souhrn zápasu Report | Souhrn zápasu Report |
| -------------------- | -------------------- | -------------------- | -------------------- | -------------------- |
|                      |                      |                      |                      |                      |

## Konečné umístění
|                  | Tým       |
| ---------------- | --------- |
| Zlatá medaile    | USA       |
| Stříbrná medaile | Rusko     |
| Bronzová medaile | Finsko    |
| 4.               | Kanada    |
| 5.               | Švédsko   |
| 6.               | Česko     |
| 7.               | Slovensko |
| 8.               | Švýcarsko |
| 9.               | Norsko    |
| 10.              | Německo   |

Týmy  Norsko a  Německo sestoupily do 1. divize na Mistrovství světa v ledním hokeji do 18 let 2010.

## Soupisky
| USA - Ryan Bourque, Chris Brown, Jack Campbell, Adam Clendening, Jerry D’Amigo, Cam Fowler, John Henrion, Kevin Lynch, Nick Mattson, Jon Merrill, Jeremy Morin, Adam Murray, Matt Nieto, John Ramage, Brendan Rempel, Kenny Ryan, Phillip Samuelsson, Drew Shore, A. J. Treais, David Valek, William Wrenn, Jason Zucker · Trenér: Ron Rolston |

| Rusko - Andrei Ankudinov, Igor Bobkov, Konstantin Bočkarjov, Alexandr Burmistrov, Nikita Dvurečenskij, Emil Garipov, Daniil Gubarev, Kirill Jurjev, Kirill Kabanov, Stanislav Kalašnikov, Alexandr Karpškin, Maxim Kicyn, Jevgenij Kuzněcov, Vladimir Malinovskij, Nikita Pivcakin, Dmitrij Orlov, Nikita Zajcev, Andrej Sergejev, Stanislav Solovjov, Pavel Sotov, Vladimir Tarasenko, Sergej Čvanov · Trenér: Vladimir Pljuščev |

| Finsko - Mikael Aaltonen, Mikael Granlund, Erik Haula, Joonas Hurri, Ville Hyvärinen, Lauri Kärmeniemi, Joni Karjalainen, Tommi Kivistö, Janne Kumpulainen, Jere Laaksonen, Jesse Mankinen, Joonas Nättinen, Joni Ortio, Iiro Pakarinen, Teemu Pulkkinen, Toni Rajala, Rasmus Rissanen, Erno Suomalainen, Teemu Tallberg, Jaakko Turtiainen, Sami Vatanen, Valtteri Virkkunen · Trenér: Mika Marttila |

## 1. divize
Skupina A se hrála od 6. do 12. dubna 2009 v běloruském Minsku. Skupina B konala od 29. března do 5. dubna 2009 v italském Asiagu.

### Skupina A
| Tým           | Z | V | VP | PP | P | VG | IG | +/- | B  |
| ------------- | - | - | -- | -- | - | -- | -- | --- | -- |
| 1. Bělorusko  | 5 | 4 | 1  | 0  | 0 | 23 | 6  | +17 | 14 |
| 2. Polsko     | 5 | 2 | 2  | 0  | 1 | 25 | 13 | +12 | 10 |
| 3. Maďarsko   | 5 | 3 | 0  | 1  | 1 | 19 | 18 | +1  | 10 |
| 4. Kazachstán | 5 | 2 | 0  | 1  | 2 | 16 | 21 | −5  | 7  |
| 5. Litva      | 5 | 1 | 0  | 1  | 3 | 13 | 16 | −3  | 4  |
| 6. Ukrajina   | 5 | 0 | 0  | 0  | 5 | 7  | 29 | −22 | 0  |

 Bělorusko postoupilo mezi elitu, zatímco  Ukrajina sestoupila do 2. divize na Mistrovství světa v ledním hokeji do 18 let 2010

### Skupina B
| Tým         | Z | V | VP | PP | P | VG | IG | +/- | B  |
| ----------- | - | - | -- | -- | - | -- | -- | --- | -- |
| 1. Lotyšsko | 5 | 4 | 0  | 0  | 1 | 18 | 10 | 8   | 12 |
| 2. Dánsko   | 5 | 3 | 0  | 1  | 1 | 15 | 7  | 8   | 10 |
| 3. Rakousko | 5 | 2 | 2  | 0  | 1 | 21 | 20 | 1   | 10 |
| 4. Francie  | 5 | 1 | 1  | 1  | 2 | 15 | 17 | -2  | 6  |
| 5. Japonsko | 5 | 0 | 2  | 1  | 2 | 13 | 16 | -3  | 5  |
| 6. Itálie   | 5 | 0 | 0  | 2  | 3 | 8  | 20 | -12 | 2  |

 Lotyšsko postoupilo mezi elitu, zatímco  Itálie sestoupila do 2. divize na Mistrovství světa v ledním hokeji do 18 let 2010

## 2. divize
Skupina A se hrála od 22. do 28. března 2009 ve slovinském Mariboru. Skupina B konala od 16. do 22. března 2009 v estonské Narvě

### Skupina A
| Tým            | Z | V | VP | PP | P | VG | IG | +/- | B  |
| -------------- | - | - | -- | -- | - | -- | -- | --- | -- |
| 1. Jižní Korea | 5 | 5 | 0  | 0  | 0 | 30 | 4  | 26  | 15 |
| 2. Slovinsko   | 5 | 4 | 0  | 0  | 1 | 42 | 5  | 37  | 12 |
| 3. Rumunsko    | 5 | 3 | 0  | 0  | 2 | 23 | 20 | 3   | 9  |
| 4. Chorvatsko  | 5 | 2 | 0  | 0  | 3 | 23 | 27 | -4  | 6  |
| 5 Španělsko    | 5 | 1 | 0  | 0  | 4 | 12 | 27 | -15 | 3  |
| 6. Mexiko      | 5 | 0 | 0  | 0  | 5 | 3  | 50 | -47 | 0  |

 Jižní Korea postoupila do 1. divize, zatímco  Mexiko sestoupilo do 3. divize na Mistrovství světa v ledním hokeji do 18 let 2010

### Skupina B
| Tým               | Z | V | VP | PP | P | VG | IG | +/- | B  |
| ----------------- | - | - | -- | -- | - | -- | -- | --- | -- |
| 1. Velká Británie | 5 | 5 | 0  | 0  | 0 | 46 | 11 | 35  | 15 |
| 2. Estonsko       | 5 | 3 | 1  | 0  | 1 | 22 | 14 | 8   | 11 |
| 3. Belgie         | 5 | 1 | 2  | 1  | 1 | 23 | 19 | 4   | 8  |
| 4. Nizozemsko     | 5 | 2 | 0  | 1  | 2 | 34 | 22 | 12  | 7  |
| 5. Srbsko         | 5 | 1 | 0  | 1  | 3 | 16 | 35 | -19 | 4  |
| 6. Čína           | 5 | 0 | 0  | 0  | 5 | 9  | 49 | -40 | 0  |

 Velká Británie postoupila do 1. divize, zatímco  Čína sestoupila do 3. divize na Mistrovství světa v ledním hokeji do 18 let 2010

## 3. divize
Skupina A se hrála od 27. února do 5. března 2009 v tchajwanské Tchaj-peji. Skupina B se konala od 9. do 15. března v tureckém Erzurumu.

### Skupina A
| Tým            | Z | V | VP | PP | P | VG | IG | +/- | B  |
| -------------- | - | - | -- | -- | - | -- | -- | --- | -- |
| 1. Austrálie   | 4 | 4 | 0  | 0  | 0 | 63 | 3  | 60  | 12 |
| 2. Nový Zéland | 4 | 3 | 0  | 0  | 1 | 28 | 12 | 16  | 9  |
| 3. Tchaj-wan   | 4 | 2 | 0  | 0  | 2 | 28 | 14 | 14  | 6  |
| 4. JAR         | 4 | 1 | 0  | 0  | 3 | 19 | 32 | -13 | 3  |
| 5. Mongolsko   | 4 | 0 | 0  | 0  | 4 | 4  | 81 | -77 | 0  |

 Austrálie postoupila do 2. divize na Mistrovství světa v ledním hokeji do 18 let 2010

### Skupina B
| Tým          | Z | V | VP | PP | P | VG | IG | +/- | B |
| ------------ | - | - | -- | -- | - | -- | -- | --- | - |
| 1. Island    | 3 | 3 | 0  | 0  | 0 | 48 | 1  | 47  | 9 |
| 2. Turecko   | 3 | 2 | 0  | 0  | 1 | 25 | 26 | -1  | 6 |
| 3. Irsko     | 3 | 1 | 0  | 0  | 2 | 9  | 39 | -30 | 3 |
| 5. Bulharsko | 3 | 0 | 0  | 0  | 3 | 8  | 24 | -16 | 0 |

|  | Semifinále | Semifinále | Semifinále |  |  | Finále        | Finále        | Finále        |
|  |            |            |            |  |  |               |               |               |
|  | 1          | Island     | 15         |  |  |               |               |               |
|  | 4          | Bulharsko  | 2          |  |  |               |               |               |
|  |            |            |            |  |  | 1             | Island        | 8             |
|  |            |            |            |  |  | 2             | Turecko       | 2             |
|  | 2          | Turecko    | 9          |  |  |               |               |               |
|  | 3          | Irsko      | 3          |  |  | O třetí místo | O třetí místo | O třetí místo |
|  |            |            |            |  |  | 4             | Bulharsko     | 3             |
|  |            |            |            |  |  | 3             | Irsko         | 6             |

 Island postoupil do 2. divize na Mistrovství světa v ledním hokeji do 18 let 2010